# Melges 24
El Melges 24 és un veler esportiu lleuger així com una mono-classe de competició. La classe Melges 24 compta amb més de 850 embarcacions venudes i és un dels models més populars de la companyia Melges Performance Sailboats, dels Estats Units d'Amèrica.